# Torpedo torpedo
La torpedine ocellata o torpedine comune (Torpedo torpedo (Linnaeus, 1758)) è un pesce cartilagineo appartenente alla famiglie Torpedinidae.

## Descrizione
Come tutti i torpediniformi, hanno forma appiattita e sono caratterizzati dalla presenza, ai lati del corpo, di un particolare organo, definito organo elettrico, in grado di produrre scariche elettriche sensibili anche per l'uomo.
Gli organi deputati alla produzione di questa particolare forma di energia animale sono due, disposti uno per parte a lato del tronco, nella sua porzione anteriore, e derivano dalla trasformazione di muscoli. La scarica va dalla superficie ventrale verso quella dorsale, negativa la prima e positiva la seconda.

## Distribuzione e habitat
La torpedine ocellata vive sui fondi sabbio-fangosi fra i 5 e i 100 m di profondità, nel Mediterraneo e nell'Atlantico orientale.

## Pesca
Può raggiungere i 60 cm ed ha carni di scarsa appetibilità.

In alcune aree mediterranee, viene pescata con una certa frequenza con reti da posta di tipo tramaglio.